# Morska biologija
Morska biologija ali biologija morja je panoga biologije, ki se ukvarja s preučevanjem organizmov, živečih v morjih, oceanih in drugih slanih ter polslanih (brakičnih) vodah. Tesno se povezuje z oceanografijo, vedo o morjih nasploh. Svetovni oceani so ogromen življenjski prostor - slana voda pokriva 71 % površine Zemlje z globino do 11 km in predstavlja skupno osnovo izjemno raznolikih habitatov, od bazenčkov na obali, ki jih polni bibavica, do odprtega morja (pelagiala), kjer so trdni predmeti prava redkost in predstavlja gladina edino ostro mejo. Človek lahko brez pomoči tehnologije prodre le v najplitvejšo plast tega okolja do globine nekaj metrov ob obalah, zato je raziskanost v primerjavi s kopnim bistveno slabša.
Organizmi, ki oceane poseljujejo, predstavljajo znaten delež raznolikosti vsega življenja na Zemlji in segajo od mikroorganizmov do večdesetmetrskih kitov. Morska biologija je zato izredno obširno področje, ki se deli v več poddisciplin, specializiranih za ožje skupine, kot so ihtiologija (veda o ribah), fikologija (veda o algah) idr. Pomembna je tudi za razumevanje zemeljskih geoloških ciklov, ki jih morski organizmi v znatni meri sooblikujejo, in trajnostno izkoriščanje morskih virov.

## Življenje v morju
Po trenutno sprejeti razlagi je morsko okolje kraj, kjer so potekale zgodnje faze evolucije od nastanka življenja dalje. Zato je raznolikost življenja v morju večja od kopnega. Za primer, v morju živijo predstavniki 35 živalskih debel, od tega je 14 debel izključno morskih, na kopnem pa predstavniki 11 debel in samo eno je izključno kopensko. V začetku 21. stoletja je bilo opisanih 300.000 vrst morskih organizmov, kar znaša zgolj 15 % vseh opisanih vrst. Ocene o skupnem številu vrst se posledično razlikujejo za več velikostnih razredov, segajo 178.000 do več kot 10 milijonov.

### Virusi in mikroorganizmi
Virusi in njihov vpliv na morski ekosistem so še danes skoraj popolna neznanka, čeprav so verjetno pomemben dejavnik za delovanje mikrobne skupnosti v morju in s tem za cikle nutrientov. Šele v začetku 21. stoletja so postale dovolj dostopne molekularne in računske tehnike za obdelavo ogromnih količin podatkov (t. i. metagenomika) ter omogočile prvi neposreden vpogled v strašansko množičnost in raznolikost mikrobnega sveta v morju. Za ponazoritev, samo v litru morske vode z gladine je običajno vsaj 10 milijard mikrobov in 100 milijard virusov, ki so še skoraj vsi neidentificirani ter nekarakterizirani. Največji delež znanih bakterij v morju predstavljajo proteobakterije seva SAR11, ki sestavljajo več kot tretjino bakterijske populacije v površinskih vodah in petino v mezopelagialu. Zanje je še pred kratkim veljalo prepričanje, da so tako številčne zato, ker so odporne proti virusom, kasneje pa so biologi odkrili, da tudi njih napadajo virusi.
V vodi lebdeče organizme, ki niso sposobni aktivnega plavanja proti toku, označujemo s skupnim imenom plankton. Večinoma ga sestavljajo mikroorganizmi, čeprav sodijo sem tudi nekateri makroskopski mnogoceličarji. Plankton je osnova prehranjevalne verige v morju, saj vsebuje najštevilčnejše primarne producente - mikroskopske rastline in alge oz. z drugim imenom fitoplankton. Sicer drobni, a zelo številčni predstavniki fitoplanktona s fotosintezo fiksirajo v vodi raztopljen ogljikov dioksid in so eden ključnih dejavnikov v biogeokemijskih ciklih na globalni ravni. Med najpogostejšimi predstavniki fitoplanktona so diatomeje in dinoflagelati. Vsi ti avtotrofi predstavljajo hrano za naslednji člen v verigi, zooplanktonske organizme, ki jih bodisi »pasejo« žive, bodisi se prehranjujejo z odmrlimi ostanki, ki tonejo proti dnu. Zooplankton sestavljajo raznoliki organizmi, predvsem raki, med katerimi prevladujejo ceponožci, pa tudi ličinke številnih drugih skupin morskih organizmov. Na račun »morskega snega« - odmrlih ostankov drugih planktonskih organizmov, ki tonejo proti dnu - lahko preživijo tudi v večjih globinah, medtem ko je fitoplankton omejen na zgornjo plast, kamor še seže sončna svetloba.